# Аутостопер (филм из 1986)
Аутостопер (енгл. The Hitcher) амерички је друмски трилер филм из 1986. године, у режији Роберта Хармона, а по сценарију Ерика Реда. У главним улогама су Рутгер Хауер, К. Томас Хауел, Џефри Деман и Џенифер Џејсон Ли. Први пут је објављен у САД 21. фебруара 1986. Филм је 2003. добио наставак под насловом Аутостопер 2: Смртоносни излет, а 2007. године снимљен је и римејк који је стекао далеко мању популарност и оцене.

## Радња
Џим Холси, младић који доставља аутомобил из Чикага у Сан Дијего, примети једног човека како стопира у западнотексашкој пустињској области и повезе га. Стопер, који му се представи као Џон Рајдер, замишљен је и утајив. Када Џим прође поред једног насуканог аутомобила, Рајдер га присили да дода гас. Рајдер саопшти да је убио возача и да намерава да то исто учини и Џиму, претећи му ножем-скакавцем. Престрављен, Џим упита Рајдера шта жели од њега. Он одговори, "Желим да ме спречиш." Када Џим примети да Рајдер није везао сигурносни појас и да су сувозачева врата аутомобила одшкринута, он га гурне напоље кроз врата.
Лакнувши му, Џим настави даље. Када види Рајдера у задњем делу породичног аутомобила, покуша да их упозори прешавши на леву страну пута, али га нико не чује, при чему окрзне аутобус који је долазио из супротног смера. Касније наиђе на породични аутомобил натопљен крвљу и повраћа. На напуштеној бензинској пумпи Рајдер се изненада појави пред Џимом, али му само баци кључеве које је узео из Џимовог аутомобила. Након што Рајдер оде са неким камионџијом, Џим се поново сусретне с њим на другој бензинској пумпи, где се Рајдер камионом зарије у пумпе, умало прегазивши Џима. Док Џим бежи, Рајдер шибицом запали исцурели бензин, а неколико тренутака касније цела бензинска пумпа уништена је у експлозији.
У ресторану крај пута Џим упозна конобарицу по имену Неш, која га пусти унутра пре радног времена да назове полицију. Док Џим чека полицију, Неш му припреми чизбургер и помфрит, али он затекне одсечен прст у својој храни и схвати да је Рајдер присутан. Полиција хапси Џима, јер му је Рајдер неприметно подметнуо крвави нож у џеп. Иако шериф сумња у Џимову кривицу, Џим ипак заврши у притвору преко ноћи по протоколу. Кад се Џим пробуди, затекне врата своје ћелије откључана и све полицајце мртве. Он се успаничи и побегне са револвером. На бензинској пумпи види два припадника Државне полиције Тексаса, узме их као таоце и разговара преко радија са капетаном Естериџом, полицајцем који руководи потером за Џимом. Док Естериџ убеђује Џима да се преда, Рајдер се појави ниоткуда и убије двојицу полицајаца.
Патролни аутомобил слети с пута и слупа се, а Рајдер поново нестане. Након што је накратко размотрио опцију самоубиства, Џим се обре у кафићу, где му приђе Рајдер. Саопштивши Џиму да је његов револвер празан, Рајдер му остави неколико метака и оде. Џим уђе у аутобус, где поново сретне Неш и покуша да јој објасни своју ситуацију. Након што полиција заустави аутобус, Џим се преда, а гневни државни полицајац Лајл Хенкок оптужи Џима за убиство двојице његових колега и упери пиштољ у њега са очитом намером да га убије наизглед у самоодбрани. Неш се појави са Џимовим револвером, разоружа полицајце и побегне са Џимом у њиховом полицијском аутомобилу. Док полиција јури за њима, Рајдер се придружи јурњави и побије полицајце изазивајући масовну саобраћајну несрећу.
Џим и Неш напусте патролни аутомобил и одшетају се до оближњег мотела. Док се Џим тушира, Рајдер нечујно уђе и киднапује Неш. Џим је тражи, ком приликом налети на Естериџа, који га одведе до камиона и приколице између којих је везана Неш. Рајдер је за воланом камиона и прети да ће растргнути Неш. Естериџ саопшти Џиму да његови људи не смеју да упуцају Рајдера, пошто ће му нога склизнути са квачила, што би узроковало да камион крене и убије Неш. Џим уђе у камион са Рајдером, који му да пиштољ и говори да пуца, али Џим није кадар да то учини. Рајдер, разочаран, отпусти квачило и убије Неш.
Рајдер је приведен у полицијску станицу и одређен му је притвор, али полиција не успева да пронађе никакве податке о њему. Џим се у том тренутку сети да му се стопер представио као Џон Рајдер и саопшти то полицији, али полицији у том моменту то не значи много. Естериџ повезе Џима, али Џим, верујући да полиција неће моћи да задржи Рајдера, на препад узме Естериџов револвер и возило и упути се ка Рајдеровом затворском аутобусу. Баш у тренутку када се Џим приближи аутобусу, Рајдер побије полицајце који су га чували и скочи из аутобуса право Џиму у шофершајбну, док аутобус скрене с пута и слупа се. Џим нагло закочи, а Рајдер излети кроз шофершајбну на пут. Рајдер изазива Џима да га прегази, што овај и учини. Док Џим излази из аутомобила да би се уверио да је Рајдер мртав, Рајдер изненада скочи на ноге, а Џим га упуца неколико пута из сачмаре. Чекајући полицију, Џим се наслони на Естериџов аутомобил и запали цигарету док сунце залази.

## Улоге
| Глумац            | Улога                         |
| ----------------- | ----------------------------- |
| Рутгер Хауер      | Џон Рајдер                    |
| К. Томас Хауел    | Џим Холси                     |
| Џенифер Џејсон Ли | Неш                           |
| Џефри Деман       | капетан Естериџ               |
| Били Грин Буш     | државни полицајац Џек Донер   |
| Џон М. Џексон     | наредник Стар                 |
| Хенри Дероу       | државни полицајац Лајл Хенкок |
| Џек Тибо          | државни полицајац Престон     |
| Јуџин М. Дејвис   | заменик шерифа Доџ            |
| Армин Шимерман    | иследник                      |
| Џон Ван Нес       | државни полицајац Хапскомб    |
| Тони Епер         | државни полицајац Конерс      |

## Критика
Ротен томејтоуз је на основу 36 критика оценио филм са просечном оценом 5,77 од 10 , док на сајту IMDb има просечну оцену 7,2 од 10, а сајт Метакритик је на основу 13 критика филму дао просечну оцену 32 од 100.